# Ivan Popović (Handballspieler)
Ivan Popović (serbisch-kyrillisch Иван Поповић; * 21. März 1994 in Belgrad, BR Jugoslawien) ist ein serbischer Handballspieler.

## Karriere

### Verein
Der 1,95 m große Kreisläufer spielte in Serbien für RK Partizan Belgrad, mit dem er 2012 die serbische Meisterschaft sowie 2012 und 2013 den serbischen Pokal gewann. In der spanischen Liga Asobal lief er je zwei Jahre für Bidasoa Irun und Fraikin BM Granollers auf. In Ungarn stand er beim Erstligisten Csurgói KK unter Vertrag, in Frankreich beim Zweitligisten Cavigal Nice Handball. In der Saison 2022/23 spielte er wieder in Spanien bei Bathco BM. Torrelavega. Ab 2023 lief er für ABANCA Ademar León auf. Im Sommer 2025 wechselte er von dort zu Logroño La Rioja.

### Nationalmannschaft
Mit der serbischen A-Nationalmannschaft gewann Ivan Popović bei den Mittelmeerspielen 2022 die Bronzemedaille. Bei der Weltmeisterschaft 2023 belegte er mit Serbien den 11. Platz. Bisher bestritt er mindestens sechs Länderspiele, in denen er zwei Tore erzielte.